# Kurilna vrednost
Kurilna vrednost (tudi kalorična vrednost)({\displaystyle \Delta H_{c}^{\circ }}) (gl. tudi Standardna sežigna entalpija) je energija, ki se sprosti v obliki toplote pri popolnem zgorevanju goriva z oksidantom pri standardnih pogojih. Kurilno vrednost merimo največkrat z bombnim kalorimetrom. Lahko jo podamo v različnih oblikah:
- energija/mol goriva npr. kJ/mol
- energija/maso goriva npr. MJ/kg
- energija/volumen goriva npr MJ/l

Potrebno je ločiti nizko in visoko kurilno vrednost. Pri popolnem zgorevanju ogljikovodikov nastaneta dva produkta CO2 in H20. Toplota, ki pri tem nastane je nizka kurilna vrednost, zraven pa je še voda v obliki pare, ki ima t. i. latentno toploto. Če paro kondenziramo v tekoče stanje dobimo nekaj toplote in prištejemo to vrednost nizki kurilni vrednosti dobimo visoko kurilno vrednost.

## Tabela kurilnih vrednosti najbolj pogosto uporabljanih goriv
| Gorivo                 | Visoka (HHV) MJ/kg | Visoka (HHV) BTU/lb | Visoka (HHV)kJ/mol | nizka (LHV) MJ/kg |
| ---------------------- | ------------------ | ------------------- | ------------------ | ----------------- |
| Vodik                  | 141,80             | 61.000              | 286                | 119,96            |
| Metan (zemeljski plin) | 55,50              | 23.900              | 889                | 50,00             |
| Etan                   | 51,90              | 22.400              | 1.560              | 47,80             |
| Propan                 | 50,35              | 21.700              | 2.220              | 46,35             |
| Butan                  | 49,50              | 20.900              | 2.877              | 45,75             |
| Pentan                 |                    |                     |                    | 45,35             |
| Bencin                 | 47,30              | 20.400              |                    | 44,4              |
| Parafinski vosek       | 46,00              | 19.900              |                    | 41,50             |
| Kerozin                | 46,20              | 19.862              |                    | 43,00             |
| Dizel                  | 44,80              | 19.300              |                    | 43,4              |
| Premog (Antracit)      | 32,50              | 14.000              |                    |                   |
| Premog (Lignit)        | 15,00              | 8.000               |                    |                   |
| Les                    | 21,7               | 8.700               |                    |                   |
| Šota (vlažna)          | 6,00               | 2.500               |                    |                   |
| Šota (suha)            | 15,00              | 6.500               |                    |                   |

| Gorivo     | Visoka (HHV) MJ/kg | BTU/lb | kJ/mol |
| ---------- | ------------------ | ------ | ------ |
| Metanol    | 22,7               | 9.800  | 726,0  |
| Etanol     | 29,7               | 12.800 | 1300,0 |
| 1-Propanol | 33,6               | 14.500 | 2020,0 |
| Acetilen   | 49,9               | 21.500 | 1300,0 |
| Benzen     | 41,8               | 18.000 | 3270,0 |
| Amonijak   | 22,5               | 9.690  | 382.0  |
| Hidrazin   | 19,4               | 8.370  | 622.0  |
| Heksamin   | 30,0               | 12.900 | 4200.0 |
| Ogljik     | 32,8               | 14.100 | 393,5  |

Za primerjavo pri cepitvi (fisiji) 1 kilograma Urana-235 (U235) se sprosti 83 140 000 (MJ/kg), kar je približno dvamilijonakrat več kot dizel.
V jedrski tehniki se uporablja precej podoben termin jedrska kurilna vrednost (ang. Burn-Up), ki nam pove koliko energije se pridobi iz jedrskega goriva. Jedrsko kurilnost podajamo v drugih enotah kot so GWd/tU ali MWd/tU. Npr. 40 000 MWd/tU pomeni, da se iz tone goriva dobi toplotno vrednost enako obratovanju 40 000 dni pri moči 1 MW: